# آرزاس ووسکانیان
آرزاس گریگوری ووسکانیان (ارمنی: Արզաս Գրիգորի Ոսկանյան؛ زاده ۲ ژانویهٔ ۱۹۴۷) یک خواننده، آهنگساز و مربی تربیتی اهل ارمنستان است.

## زندگی‌نامه
وی در ۲ ژانویهٔ ۱۹۴۷ در دیلیجان به دنیا آمد و از کنسرواتوار دولتی کومیتاس ایروان فارغ‌التحصیل شده است. وی برنده جوایزی همچون هنرمند افتخاری جمهوری ارمنستان (۲۰۰۸)، مدال گارگین نژده و جایزه دولتی جمهوری ارمنستان (۲۰۰۳) شده است

## جستارهای ویژه
- فهرست خوانندگان ارمنی